# أندي غافن
أندي غافن (بالإنجليزية: Andy Gavin) مواليد 11 يونيو 1970 في الولايات المتحدة، هو مبرمج، روائي ومصمم ألعاب فيديو أمريكي. مشهور بكونه المؤسس المشارك لشركة نوتي دوغ المعروفة بألعاب مثل كراش بانديكوت وجاك أند دكستر: ذا بريكورسر ليجاسي. وكثيرا ما يعزى تطور نوتي دوغ التقني إلى معرفة غافن في لغة ليسب.

## الألعاب
- كراش بانديكوت
- كراش بانديكوت 2: كورتكس سترايكس باك
- كراش بانديكوت 3: واربد
- كراش تيم رسينغ
- جاك أند دكستر: ذا بريكورسر ليجاسي
- أنشارتد: دريك فورتشن